# Нові Кривки
Нові Кри́вки (рос. Новые Кривки) — присілок у складі Режівського міського округу Свердловської області.
Населення — 17 осіб (2010, 27 у 2002).
Національний склад станом на 2002 рік: росіяни — 92 %.